# Campionati europei di atletica leggera 2018 - Staffetta 4×100 metri maschile
La staffetta 4×100 metri maschile ai campionati europei di atletica leggera 2018 si è svolta il 10 e 11 agosto 2018.

## Podio
| Oro     | Gran Bretagna Chijindu Ujah, Zharnel Hughes, Adam Gemili, Harry Aikines-Aryeetey, Nethaneel Mitchell-Blake* |
| Argento | Turchia Emre Zafer Barnes, Jak Ali Harvey, Yiğitcan Hekimoğlu, Ramil Guliyev                                |
| Bronzo  | Paesi Bassi Christopher Garia, Churandy Martina, Hensley Paulina, Taymir Burnet                             |

## Situazione pre-gara

### Record
Prima di questa competizione, il record del mondo (RM) e il record dei campionati (RC) erano i seguenti.
| Record                | Prestazione | Atleta                                                                            | Data                               | Competizione   |
| --------------------- | ----------- | --------------------------------------------------------------------------------- | ---------------------------------- | -------------- |
| Record mondiale       | 36"84       | Giamaica Nesta Carter, Michael Frater, Yohan Blake, Usain Bolt                    | 11 agosto 2012 Londra, Regno Unito | Olimpiade 2012 |
| Record europeo        | 37"47       | Gran Bretagna Chijindu Ujah, Adam Gemili, Daniel Talbot, Nethaneel Mitchell-Blake | 12 agosto 2017 Londra, Regno Unito | Mondiale 2017  |
| Record dei campionati | 37"79       | Francia Max Morinière, Daniel Sangouma, Jean-Charles Trouabal, Bruno Marie-Rose   | 1º settembre 1990 Spalato, Croazia | Europei 1990   |

## Risultati

### Batterie
Passano alle semifinali le primi tre nazioni di ogni batteria (Q) e le due nazioni con i migliori tempi tra le escluse (q).
| Pos. | Batteria | Corsia | Nazione       | Atleti                                                                                        | Tempo | Note                                     |
| ---- | -------- | ------ | ------------- | --------------------------------------------------------------------------------------------- | ----- | ---------------------------------------- |
| 1    | 1        | 6      | Gran Bretagna | Chijindu Ujah, Zharnel Hughes, Adam Gemili, Nethaneel Mitchell-Blake                          | 37"84 | Q                                        |
| 2    | 1        | 3      | Paesi Bassi   | Christopher Garia, Churandy Martina, Hensley Paulina, Taymir Burnet                           | 38"30 | Q                                        |
| 3    | 1        | 7      | Turchia       | Emre Zafer Barnes, Jak Ali Harvey, Yiğitcan Hekimoğlu, Ramil Guliyev                          | 38"30 | Q =                                      |
| 4    | 2        | 7      | Francia       | Mickaël-Méba Zeze, Marvin René, Stuart Dutamby, Mouhamadou Fall                               | 38"62 | Q                                        |
| 5    | 2        | 8      | Ucraina       | Oleksandr Sokolow, Emil Ibrahimow, Wolodymyr Suprun, Serhij Smelyk                            | 38"86 | Q                                        |
| 6    | 1        | 4      | Rep. Ceca     | Zdeněk Stromšík, Jan Veleba, Jan Jirka, Pavel Maslák                                          | 38"94 | q                                        |
| 7    | 1        | 8      | Portogallo    | José Lopes, Diogo Antunes, Frederico Curvelo, Carlos Nascimento                               | 39"09 | q                                        |
| 8    | 2        | 3      | Finlandia     | Eetu Rantala, Otto Ahlfors, Oskari Lehtonen, Samuel Purola                                    | 39"11 | Q                                        |
| 9    | 2        | 2      | Spagna        | Patrick Chinedu Ike, Pol Retamal, Daniel Rodríguez, Ángel David Rodríguez                     | 39"12 | Miglior prestazione personale stagionale |
| 10   | 2        | 6      | Svizzera      | Suganthan Somasundaram, Silvan Wicki, Florian Clivaz, Alex Wilson                             | 39"13 | Miglior prestazione personale stagionale |
| 11   | 1        | 1      | Grecia        | Efthymios Stergioulis, Ioannis Nifadopoulos, Panagiotis Trivyzas, Likourgos-Stefanos Tsakonas | 39"49 | Miglior prestazione personale stagionale |
| 12   | 1        | 2      | Romania       | Costin Florian Homiuc, Alexandru Terpezan, Ionuț Andrei Neagoe, Petre Rezmives                | 39"63 |                                          |
|      | 2        | 1      | Germania      | Kevin Kranz, Patrick Domogala, Julian Reus, Lucas Jakubczyk                                   | dnf   |                                          |
|      | 1        | 5      | Svezia        | Dennis Leal, Stefan Tärnhuvud, Felix Svensson, Tony Darkwah                                   | dnf   |                                          |
|      | 2        | 5      | Polonia       | Eryk Hampel, Remigiusz Olszewski, Dominik Kopeć, Przemysław Słowikowski                       | dq    |                                          |
|      | 2        | 4      | Italia        | Federico Cattaneo, Fausto Desalu, Davide Manenti, Filippo Tortu                               | dq    |                                          |

### Finale
La finale si è svolta l'12 agosto 2018 alle 21:35.
| Pos. | Corsia | Nazione       | Atleti                                                               | Tempo | Note                                     |
| ---- | ------ | ------------- | -------------------------------------------------------------------- | ----- | ---------------------------------------- |
|      | 5      | Gran Bretagna | Chijindu Ujah, Zharnel Hughes, Adam Gemili, Harry Aikines-Aryeetey   | 37"80 |                                          |
|      | 8      | Turchia       | Emre Zafer Barnes, Jak Ali Harvey, Yiğitcan Hekimoğlu, Ramil Guliyev | 37"98 | Record nazionale                         |
|      | 6      | Paesi Bassi   | Christopher Garia, Churandy Martina, Hensley Paulina, Taymir Burnet  | 38"03 | Record nazionale                         |
| 4    | 3      | Francia       | Mickaël-Méba Zeze, Marvin René, Stuart Dutamby, Mouhamadou Fall      | 38"51 | Miglior prestazione personale stagionale |
| 5    | 4      | Ucraina       | Oleksandr Sokolow, Emil Ibrahimow, Wolodymyr Suprun, Serhij Smelyk   | 38"71 | Miglior prestazione personale stagionale |
| 6    | 7      | Finlandia     | Eetu Rantala, Otto Ahlfors, Oskari Lehtonen, Samuel Purola           | 38"92 | Record nazionale                         |
| 7    | 1      | Portogallo    | José Lopes, Diogo Antunes, Frederico Curvelo, Carlos Nascimento      | 39"07 | Miglior prestazione personale stagionale |
|      | 2      | Rep. Ceca     | Zdeněk Stromšík, Jan Veleba, Jan Jirka, Pavel Maslák                 | dns   |                                          |